# Maquete da Terra Santa de Jerusalém

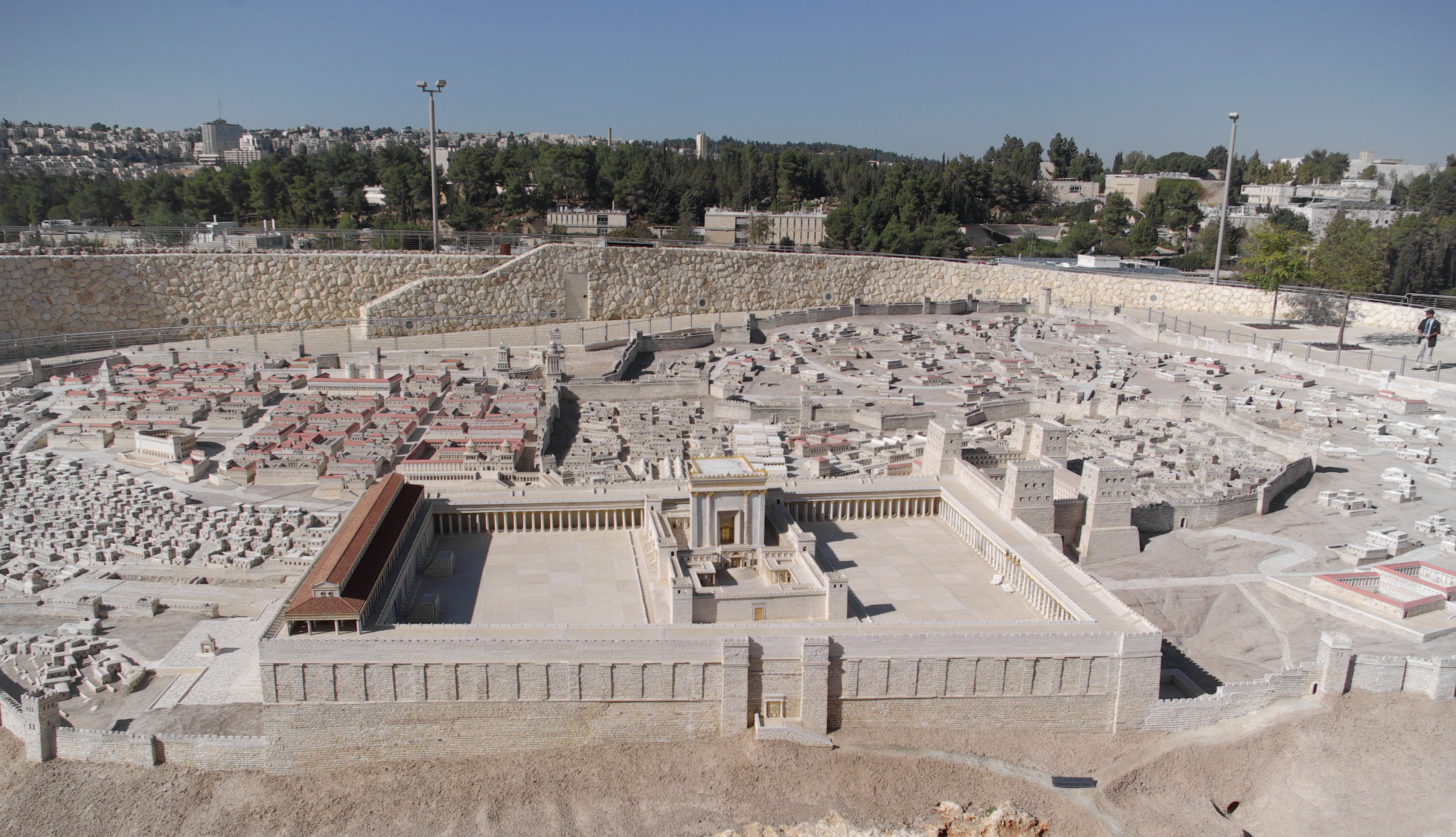
Vista da atração.

Maquete da Terra Santa de Jerusalém é uma maquete da Cidade Velha de Jerusalém no período do Segundo Templo. A atração foi inaugurada em 1966, juntamente com outros modelos de estruturas antigas de Israel. Em 2006, foi transferida de sua localização original, no Holyland Hotel, em Bayit VeGan, para o Museu de Israel.